# Anténní konektor
Anténní konektor je konektor používaný pro připojení svodu od antény nebo kabelu z anténní zásuvky domovního rozvodu nebo rozvodu kabelové televize do televizního přijímače, set-top boxu, videorekordéru, rozhlasového přijímače, apod. Tímto konektorem se připojovaly k televizoru také domácí počítače, starší herní konzole, videorekordéry apod. vybavené VF modulátorem. Obvykle se tyto konektory používají i pro připojení anténních zesilovačů.

## Anténní konektory používané v Evropě

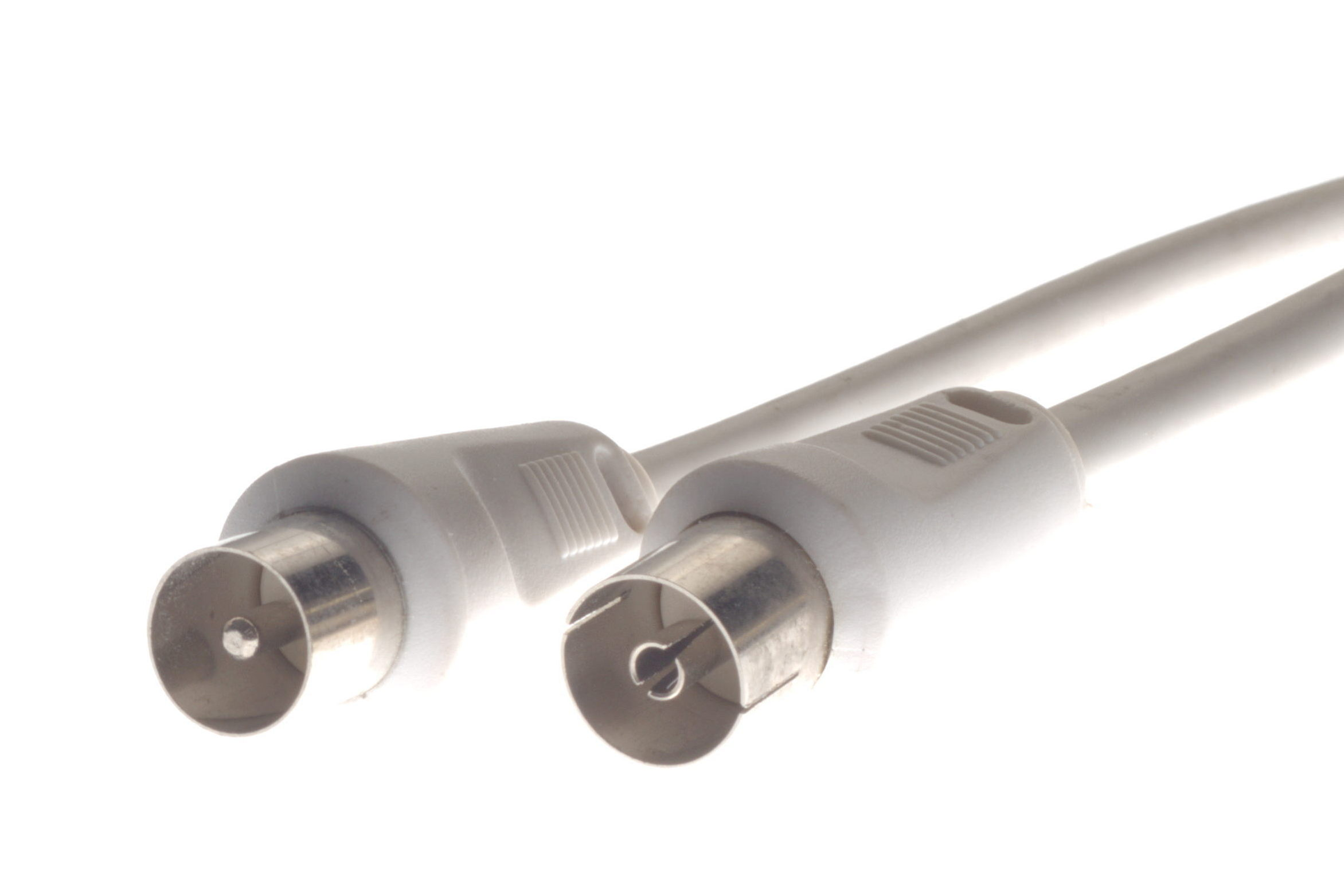
Televizní anténní konektor pro příjem pozemního vysílání.

V Europě a Austrálii se obvykle používá vysokofrekvenční koaxiální konektor typu 9,52 podle IEC 61169-2 (anglicky IEC 61169-2 radio-frequency coaxial connector of type 9,52) nazývaný také Belling-Lee konektor. V Československu byly těmito konektory vybaveny televizory od druhé poloviny 70. let 20. století; do té doby se používaly konektory pro připojení televizní dvojlinky. 

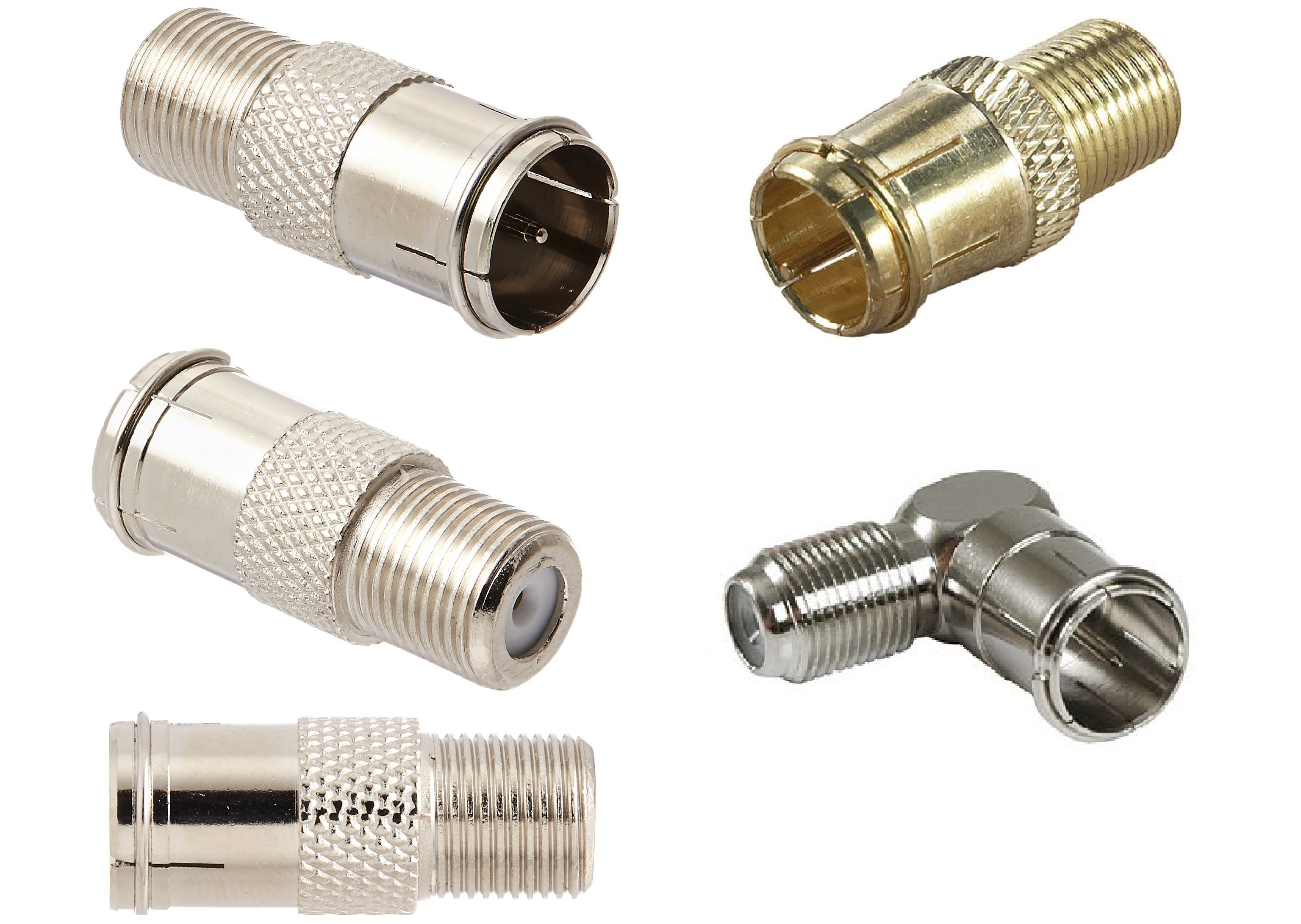
Televizní anténní konektor pro příjem satelitního vysílání (F konektor).

Pro připojení svodu od satelitní antény se používají F konektory, které se v jiných částech světa používají i pro pozemní a kabelové přípojky. 